# 海兵団
海兵団（かいへいだん）は、大日本帝国海軍において、軍港の警備防衛、下士官、新兵の補欠員の艦船部隊への補充、また海兵団教育と称するその教育訓練のために練習部を設け、海軍四等兵たる新兵、海軍特修兵たるべき下士官などに教育を施すために、鎮守府、警備府に設置されていた陸上部隊である。

## 概要

### 新兵教育
志願兵、徴兵として海軍兵に採用された新兵は、海兵団に入団すると、数ヶ月間基礎教育を受ける。軍隊教育の基礎であり、海軍兵として進むべき基礎であるから、海軍の一般教育と同じく精神教育、技術教育、体育に分けて課せられる。精神教育は軍人精神の涵養が主眼である。技術教育は将来、海上勤務に必要な一般概念を会得させるほか、兵種によって必要な技能、概念を教える。体育は武技、体技に区別し、厳格な訓練を実施する。

### 練習部教育
新兵教育のほか、工術、軍楽術、船匠術補習生、普通科、高等科信号術練習生、掌厨術練習生、特修科軍楽術練習生に区別され、5ヶ月ないし2箇年間の教育を行ない、特修兵たるべき下士官兵の教育を施す。四等軍楽兵、軍楽術補習生、高等科信号術練習生、特修科軍楽術練習生の教育は横須賀海兵団のみで行われる。

### 他
徴用した建物の掃除など、臨時の雑用にもかり出された。

## 所在地
※団長は『日本海軍史』第9巻・第10巻の「将官履歴」及び『官報』に基づく。

### 横須賀鎮守府管轄
- 横須賀海兵団

当初は神奈川県三浦郡横須賀町逸見に設置、大正6年に横須賀市楠ヶ浦に移転した。戦後は米軍基地に転用。
団長
今井兼昌 大佐：1905年12月12日 - 1906年11月22日
野元綱明 大佐：1906年11月22日 - 1907年3月12日
西紳六郎 大佐：1907年3月12日 - 1908年5月15日
仙頭武央 大佐：1908年5月15日 - 1910年1月27日
奥宮衛 大佐：1910年1月27日 - 1910年12月1日
久保田彦七 大佐：1910年12月1日 - 1911年5月22日
矢島純吉 大佐：1911年5月22日 - 12月1日
東郷静之介 大佐：1911年12月1日 - 1912年12月1日
今井兼胤 大佐：1912年12月1日 - 1914年5月29日
岡田三善 大佐：1914年5月29日 -
村上鋠吉 大佐：1918年12月1日 - 1919年11月20日
増田幸一 大佐：1919年11月20日 -
勝木源次郎 大佐：1920年11月20日 - 1922年8月1日
兼坂隆 大佐：1922年8月1日 -
松平保男 大佐：1923年12月1日 - 1925年4月15日
鹿江三郎 大佐：1925年4月15日 -
三矢四郎 大佐：1927年12月1日 -
松本忠左 大佐：不詳 - 1931年12月1日
秋山虎六 少将：1931年12月1日 - 1933年9月18日
柴山昌生 大佐：1933年9月18日 - 1934年11月15日
宮田義一 大佐：1934年11月15日 -
後藤英次 大佐：1935年11月15日 - 1936年12月1日
副島大助 大佐：1936年12月1日 -
- 武山海兵団

昭和16年11月20日神奈川県三浦郡武山村に「横須賀第二海兵団」設置、昭和19年1月4日改称。戦後は陸自武山駐屯地・海自横須賀教育隊に転用。
- 浜名海兵団

昭和19年9月15日静岡県新居町に設置。
杉浦克己『艦砲射撃のもとで 新居の戦争』(1997年3月出版)によると、前身部隊である浜名警備隊での、魚雷爆発事故による司令官更迭により、海兵団に再編された。
昭和20年5月27日。海軍記念日祭典中にB-24 (航空機)三機による空襲があり、将兵並びに招待された民間人に負傷者が出た。負傷者は豊川海軍共済病院に搬送されたが、豊川空襲にて亡くなられたと有る。
戦後は同町新居交通公園内に上記の戦没者慰霊碑が鎮座している。
また同海兵団が昭和20年7月25日に撃墜したB-17 (航空機)の慰霊碑が新居町の西山富士見台に鎮座する。
団長
　古閑孫太郎 大佐：1944年9月1日
　浦野角造 少将：1944年9月15日

### 呉鎮守府管轄
- 呉海兵団

呉鎮守府設置と同時に鎮守府用地内に設置。戦後は海自呉教育隊に転用。
団長
徳久武宜 大佐：不詳 - 1905年12月12日
野元綱明 大佐：1905年12月12日 - 1906年11月22日
長井群吉 大佐：1906年11月22日 - 1908年9月15日
矢島純吉 大佐：1908年9月15日 - 1910年1月27日
仙頭武央 大佐：1910年1月27日 - 12月1日
広瀬順太郎 大佐：1910年12月1日 - 1911年12月1日
向井弥一 大佐：1911年12月1日 - 1912年6月29日
山崎米三郎 大佐：1912年6月29日 - 9月27日
松岡修蔵 大佐：1912年9月27日 - 1913年4月1日
水町元 大佐：1913年4月1日 - 1913年12月1日
荒西鏡次郎 大佐：1913年12月1日 - 1914年4月17日
（兼）松岡修蔵 大佐：1914年4月17日 - 5月27日
秋沢芳馬 大佐：1914年5月27日 - 不詳
本田親民 大佐：不詳 - 1916年12月1日
糸川成太郎 大佐：1916年12月1日 - 1919年4月18日
正木義太 大佐：1919年4月18日 -
古川弘 大佐：不詳 - 1922年8月1日
三上良忠 大佐：1922年8月1日 -
矢野馬吉 大佐：1923年12月1日 - 1925年7月10日
近藤直方 大佐：1925年7月10日 -
小森吉助 大佐：1927年12月1日 - 1928年4月1日
瀬崎仁平 大佐：1928年4月1日 -
蔵田直 大佐：1930年12月1日 -
宍戸好信 大佐：1934年11月15日 -
- 大竹海兵団

昭和16年11月20日広島県佐伯郡大竹町に「呉第二海兵団」設置、昭和19年1月4日改称。戦後は引揚援護局を経て大竹港の港湾施設に転用。
- 安浦海兵団

昭和19年9月1日広島県賀茂郡安浦町に設置。戦後は安浦中学校や住宅地・農地に転用。

### 佐世保鎮守府管轄
- 佐世保海兵団

佐世保鎮守府設置と同時に鎮守府用地内に設置。戦後は米軍基地に転用。
団長
佐々木広勝 大佐：不詳 - 1905年12月12日
高木助一 大佐：1905年12月12日 - 1908年4月7日
宮地貞辰 大佐：1908年4月7日 - 12月10日
釜屋忠道 大佐：1908年12月10日 - 1909年12月1日
荒川規志 大佐：1909年12月1日 - 1910年12月1日
森越太郎 大佐：1910年12月1日 - 1912年2月1日
上村経吉 大佐：1912年2月1日 - 1913年5月24日
堀輝房 大佐：1913年5月24日 - 1915年6月30日
野村房次郎 大佐：1915年6月30日 - 1916年12月1日
古川弘 大佐：1916年12月1日 - 1918年7月17日
新納司 大佐：1918年7月17日 - 1919年2月12日
平岩元雄 大佐：1919年2月12日 - 8月5日
大見丙子郎 大佐：1919年8月5日 - 1920年11月20日
井手元治 大佐：1920年11月20日 - 1921年11月20日
牟田亀太郎 大佐：1921年11月20日 -
植村信男 大佐：1922年5月1日 - 11月10日
匝瑳胤次 大佐：1922年11月10日 -
大寺量吉 大佐：1923年12月1日 - 1925年4月15日
湯地秀生 大佐：1925年4月15日 - 1926年12月1日
瀧田吉郎 大佐：1926年12月1日 -
相良達夫 大佐：1928年12月10日 -
鈴木新治 大佐：1934年11月15日 -
佐倉武夫 大佐：1936年12月1日 -
坂本伊久太 少将：1938年4月20日 - 1939年11月15日
- 相浦海兵団

昭和16年11月20日長崎県佐世保市相浦に「佐世保第二海兵団」設置、昭和19年1月4日改称。戦後は陸自相浦駐屯地に転用。
- 針尾海兵団

昭和19年5月10日長崎県東彼杵郡江上村に「佐世保第三海兵団」設置。海軍兵学校針尾分校を併設。戦後は引揚援護局、陸自針尾駐屯地・農地を経てハウステンボスに転用。

### 舞鶴鎮守府管轄
- 舞鶴海兵団

舞鶴鎮守府設置と同時に中舞鶴に設置するが、要港部降格後は海軍機関学校に転用。昭和14年4月東舞鶴に再設置。戦後は保安庁警備隊舞鶴練習隊（現海上自衛隊舞鶴教育隊）に転用。
団長
池中小次郎 大佐：1905年12月12日 - 1908年4月7日
西山保吉 大佐：1908年4月7日 - 12月10日
羽喰政次郎 大佐：1908年12月10日 - 1909年5月22日
小花三吾 大佐：1909年5月22日 - 1910年3月9日
土屋光金 大佐：1910年3月9日 - 7月16日
上村経吉 大佐：1910年7月16日 - 1911年1月31日
今井兼胤 大佐：1911年1月31日 - 1912年12月1日
本田親民 大佐：1912年12月1日 - 1914年5月27日
三輪修三 大佐：1914年5月27日 - 不詳
有馬純位 大佐：不詳 - 1915年10月1日
大島正毅 大佐：1915年10月1日 - 12月13日
四元賢助 大佐：1915年12月13日 - 1917年5月8日
島内桓太 大佐：1917年5月8日 - 1917年12月1日
篠崎真介 大佐：1917年12月1日 - 1918年5月3日
安村介一 大佐：1918年5月3日 - 11月10日
福地嘉太郎 大佐：1918年11月10日 - 1920年12月1日
横地錠二 大佐：1920年12月1日 - 1921年12月1日
安村介一 大佐：不詳 - 1922年8月1日
（兼）加藤弘三 大佐：1922年8月1日 - 1922年11月20日
江口金馬 大佐：1922年11月20日 -
勝野実 大佐：1939年12月1日 - 1940年11月15日
- 平海兵団

昭和19年9月1日舞鶴市平に設置。戦後は引揚援護局を経て平工業団地に転用。

### 大湊警備府管轄
- 大湊海兵団

### 大阪警備府管轄
- 大阪海兵団
- 田辺海兵団

### 鎮海警備府管轄
- 鎮海海兵団

### 高雄警備府管轄
- 高雄海兵団